# Lu Xiujing
Lu Hsiu-ching (Cina, 406 – Cina, 477) è stato un religioso cinese taoista della dinastia Liu Song, noto per la sua opera di sistematizzazione dei testi sacri taoisti e per il suo contributo alla strutturazione del taoismo religioso nel sud della Cina.

## Biografia
Lu Hsiu-ching nacque in una famiglia aristocratica nella Cina sudorientale. Ricevette un'educazione classica, acquisendo una profonda conoscenza dei testi confuciani, dell’I Ching, dei classici taoisti come il Tao Te Ching, e delle scritture della scuola Lingbao. Fu formato nella Scuola Ortodossa Centrale del Taoismo (Zhong Zheng Dao) e divenne un maestro esperto nella magia talismanica e nei rituali sacri..
Durante il suo periodo, il taoismo stava subendo un'evoluzione significativa, con un crescente numero di testi e scuole di pensiero. Lu Hsiu-ching, con il sostegno della corte imperiale della dinastia Liu Song, si dedicò alla riforma delle pratiche rituali e alla compilazione di un canone taoista organizzato..

### Compilazione del Canone Taoista
Uno dei più grandi contributi di Lu Hsiu-ching fu la sistematizzazione dei testi taoisti in un corpus organizzato. Ispirato dalla compilazione dei testi buddhisti in un canone strutturato, nel 471 d.C. pubblicò la prima raccolta del Canone Taoista, suddivisa in sette sezioni principali:
- Tre sezioni maggiori:
  - Caverna dei Realizzati (洞真, Dòngzhēn)
  - Caverna dei Misteri (洞玄, Dòngxuán)
  - Caverna dello Spirito (洞神, Dòngshén)
- Quattro sezioni minori:
  - Grande Mistero (太玄, Tàixuán)
  - Grande Equilibrio (太平, Tàipíng)
  - Grande Purezza (太清, Tàiqīng)
  - Classici Ortodossi (正一, Zhèngyī)[1].

Questa classificazione pose le basi per le future versioni del Daozang (道藏), il Canone Taoista, che sarebbe stato ampliato nei secoli successivi..

### Riforma del Taoismo e Influenza
Oltre alla compilazione del canone, Lu Hsiu-ching riformò i rituali e le pratiche liturgiche della scuola dei Maestri Celestiali (Tianshi Dao, 天師道), portando il taoismo a un livello di maggiore organizzazione e accettazione sociale. Stabilì le procedure corrette per i riti sacri e unificò le diverse tradizioni taoiste della sua epoca, integrando:
- Le arti della longevità e l'alchimia dei fangshi (方士)
- La magia e i rituali degli Maestri Celestiali
- Il misticismo della scuola Shangqing (上清)[1].

Grazie alla sua opera, il taoismo divenne una religione strutturata e influente nel sud della Cina..

### Morte e Eredità
Lu Hsiu-ching morì nel 477 d.C. Il suo lavoro pose le basi per lo sviluppo successivo del taoismo come tradizione organizzata e riconosciuta ufficialmente. Il suo contributo alla sistematizzazione dei testi e alla codificazione dei rituali fu essenziale per la sopravvivenza e l'espansione del taoismo nei secoli successivi..